# Ken Caminiti
Kenneth Gene Caminiti (Hanford, 21 aprile 1963 – New York, 10 ottobre 2004) è stato un giocatore di baseball statunitense, che giocava come terza base. Caminiti ha trascorso quindici stagioni nella Major League Baseball (MLB) con gli Houston Astros (1987-1994, 1999-2000), San Diego Padres (1995-1998), Texas Rangers (2001) e Atlanta Braves (2001). Durante la sua permanenza ai Padres, Caminiti vinse il Major League Baseball Most Valuable Player Award nella stagione 1996. Morì per una overdose di cocaina ed eroina (speedball) il 10 ottobre del 2004.

## Biografia
Caminiti è nato a Hanford, California, il 21 aprile 1963 da Yvonne e Lee Caminiti (origini italiane) che hanno avuto un altro figlio, Glenn e una figlia, Carrie. Caminiti studiò alla Leigh High School dove praticava football americano e baseball e dove si diplomò nel 1981 dopo di che frequentò la San José State University, sempre in California, dove giocava per gli Spartans nel 1983 e 1984. Caminiti era sposato con Nancy Smith dal 14 novembre 1987 al 10 dicembre 2002 da cui ha avuto 3 figlie, Kendall, Lindsey, e Nicole. Dopo il ritiro dal baseball strinse una partnership con l'attore Jason Gedrick e giocatore di hockey Mario Lemieux per aprire un bar chiamato Ashes Cigar Club a Wall Street. Al momento della sua morte, Caminiti possedeva un patrimonio di 12 milioni di dollari.

## Carriera
Caminiti venne scelto nel terzo giro del draft amatoriale MLB nel 1984 dagli Houston Astros. Caminiti cominciò la carriera professionistica negli Osceola Astros della Florida State League nel 1985, ha poi giocò anche come terza base per gli Indios de Mayagüez insieme a Wally Joyner in Porto Rico con cui vinse il campionato della Liga de Béisbol Profesional de Puerto Rico (LBPPR), per poi guadagnarsi una convocazione per i Columbus Astros nel 1987.
Caminiti fece il suo debutto nella Major League Baseball (MLB) a 24 anni con gli Houston Astros il 16 luglio 1987. Nel 1988, Caminiti tornò alle nella Minor League Baseball, giocando coi Tucson Toros della Pacific Coast League, prima di essere chiamato a rimanere negli Astros tardi nella stagione. Anche se a Houston giocò in una squadra che comprendeva giovani stelle come Craig Biggio e Jeff Bagwell, la squadra non raggiunse mai i playoffs. Caminiti fu afflitto da diversi infortuni durante la sua permanenza a Houston, ma riuscì comunque a battere 18 home run nel 1994, che gli valse la sua prima selezione per l'All Star Game.
Dopo sei stagioni a Houston, Caminiti venne ceduto ceduto ai San Diego Padres dopo la stagione 1994 in uno scambio che coinvolse dodici giocatori, Steve Finley, Andújar Cedeño, Roberto Petagine, Brian Williams, e un giocatore da essere scelto in futuro (PTBNL), in cambio di Derek Bell, Doug Brocail, Ricky Gutiérrez, Pedro Martínez, Phil Plantier, e Craig Shipley. A San Diego raggiunse i suoi career highs alla battuta colpendo .302 con 26 fuoricampo e 94 RBI nel 1995, che salirono poi a .326/40/130 nel 1996. Nonostante abbia giocato la maggior parte del 1996 infortunato, la sua performance gli valse il Major League Baseball Most Valuable Player Award della stagione. Nei playoffs San Diego perse alle division series contro i St. Louis Cardinals per 3-0. Nel 1998 Caminiti, insieme al manager Bruce Bochy e ai compagni Trevor Hoffman, Kevin Brown e Steve Finley aveva trascinato i Padres alle World Series dove persero contro i New York Yankees per 4-0. Durante la strada avevano eliminato alle division series gli Houston Astros per 3-1 e alle championship series gli Atlanta Braves per 4-2.
Caminiti è tornò a Houston come free agent nel 1999, dopo aver firmato un contratto di 9,5 milioni di dollari, dove giocò per altre due stagioni. Raggiunse i playoffs solo una volta nel 1999 dove perse alle division series contro gli Atlanta Braves per 3-0. Caminiti fu continuamente rallentato da infortuni durante il suo secondo stint a Houston, e dopo una difficile stagione 2001 con i Texas Rangers, dove colpiva appena .232 come backup di Gabe Kapler, venne lasciato partire agli Atlanta Braves dove ha terminato la sua carriera a 38 anni giocando come prima base. Alla sua ultima apparizione ai playoffs, aveva eliminato alle division series gli Houston Astros per 3-0 per poi perdere alle championship series contro i Arizona Diamondbacks per 4-1.
Durante la sua carriera, Caminiti ha vinto tre volte il Guanto d'oro come miglior difensore mentre giocava per i Padres nel 1995, 1996, e nel 1997, e fu scelto all'unanimità come il National League MVP nel 1996. Nel 1994, 1996 e nel 1997, è stato selezionato per giocare l'All Star Game. A livello di squadra invece vinse coi Padres la National League nel 1998 e la West Division nel 1996, 1998, con gli Astros la Central Division nel 1999 e coi Braves la East Division nel 2001.A seguito del suo ritiro come giocatore nel baseball, Caminiti è stato assunto dai San Diego Padres come istruttore di formazione dei giovani giocatori per la sua ex-squadra.

## Problemi con la droga
Caminiti ha lottato contro abuso di sostanze stupefacenti per tutta la sua carriera. Nel 1994, ammise di avere un problema con l'alcolismo per cui andò in un centro di riabilitazione nel 2000. In un articolo sulla rivista statunitense Sports Illustrated nel 2002, un anno dopo il suo ritiro, ammise di aver usato steroidi durante la sua stagione da MVP del 1996, e di aver continuato ad assumerli per diverse stagioni dopo.
Caminiti ha avuto anche una lunga lotta contro la dipendenza dalla cocaina, per cui fu arrestato nel marzo 2001 per possesso e per cui fu condannato alla libertà vigilata. Mentre era ancora in libertà vigilata, Caminiti risultò positivo alla cocaina una seconda volta, e un giudice di un tribunale di Houston gli ordinò di sottoporsi a un trattamento di disintossicazione nel febbraio 2003. Il 5 ottobre 2004, appena cinque giorni prima della sua morte, Caminiti ammise in tribunale di aver violato la sua libertà vigilata. Risultato positivo alla cocaina per la quarta volta nel settembre 2004, fu condannato a 180 giorni di carcere, ma venne rilasciato quasi subito.

## Morte
Nel primo pomeriggio del 10 ottobre 2004 Caminiti era nell'appartamento di un suo amico nel Bronx, New York, dopo essere stato in bagno per farsi uno speedball di cocaina ed eroina, Caminiti uscì dal bagno e crollò sul pavimento. Alle 15:36 una chiamata al 911 fu effettuata da un amico mentre Caminiti stava andando in arresto cardiaco. Caminiti morì al Lincoln Hospital nel Bronx alle 18:45 ora locale. Notizie preliminari suggerirono che l'atleta fosse morto di un attacco di cuore, ma i risultati dell'autopsia chiarirono che la causa della sua morte era dovuta ad una "intossicazione acuta degli effetti combinati di cocaina e oppiacei", aggravata da una malattia coronarica e dall'ipertrofia cardiaca di cui Caminiti soffriva.
Dopo il funerale tenutosi a Solana Beach, in California, al quale parteciparono molti giocatori dei Padres, passati e presenti, i resti di Caminiti furono cremati e poi sepolti in un ranch di sua proprietà in Texas. Caminiti è morto a dieci anni esatti dalla morte di un'altra ex stella dei Padres, Eric Show, deceduto per overdose nel 1994.